# Efly
Efly war eine maltesische Fluggesellschaft mit Sitz in Luqa und Basis auf dem Flughafen Malta.

## Geschichte
Die Fluggesellschaft wurde 2009 gegründet und nahm am 19. September 2009 den Linienflugbetrieb zwischen Malta und Catania (Sizilien) mit einer BAe 146-300 auf. Das Streckennetz sollte Planungen zufolge zudem um London-Gatwick ergänzt werden. Die Strecke Catania-Malta wurde jedoch nach kurzer Zeit, am 5. November 2009, wieder eingestellt, die nach London gar nicht erst aufgenommen. Seitdem konzentrierte sich Efly auf Charterflüge und den Wet-Lease-Sektor. Sie hat zwischenzeitlich den Betrieb eingestellt; es sind keine Flugzeuge mehr auf sie registriert.

## Flotte
(Stand: Februar 2011)
- 1 BAe 146-300